# Stagione di college football 1894
La Stagione di college football 1894 fu la ventiseiesima stagione di college football negli Stati Uniti. 
In questa stagione terminò la breve esistenza della Middle States Intercollegiate Football League che aveva raccolto alcuni college "minori" della costa orientale degli States. 
La stagione riporta l'esordio di diversi college che attualmente fanno parte della prima divisione: Texas A&M, Temple, Ohio University, Buffalo, Arkansas.
L'Università di Chicago, diretta da Amos Alonzo Stagg, giocò una schedule quasi estenuante, andando in campo ben 22 volte tra il 31 agosto ed il 4 gennaio 1895.
Al termine della stagione, due università terminarono il loro percorso senza sconfitte e senza pareggi: Yale (16-0-0) e Pennsylvania (12-0-0). Secondo l'Official NCAA Division I Football Records Book, entrambe si fregiarono del titolo di campione nazionale di quella stagione, assieme a Princeton.

## Conference e vincitori
| Conference                                         | Scuola    | Conf. V-S-P | Totale V-S-P |
| -------------------------------------------------- | --------- | ----------- | ------------ |
| Triangular Football League                         | Dartmouth | 2 - 0       | 5 - 4        |
| Indiana Intercollegiate Athletic Association       | Purdue    | 4 - 0       | 9 - 1        |
| Western Interstate University Football Association | Missouri  | 2 - 1       | 4 - 3        |
| Western Interstate University Football Association | Nebraska  | 2 - 1       | 6 - 2        |
| Colorado Football Association                      | Colorado  | 6 - 0       | 8 - 1        |
| Maine Intercollegiate Athletic Association         | Bowdoin   | 2 - 0       | 4 - 3 - 2    |
| Middle States Intercollegiate Football League      | Rutgers   | 2 - 0       | 4 - 6        |
| Michigan Intercollegiate Athletic Association      | Albion    | 3 - 0       | 5 - 1 - 1    |

## Campioni nazionali
| Stagione | Campione/i | Record | Allenatore                 | Selettori        |
| -------- | ---------- | ------ | -------------------------- | ---------------- |
| 1894     | Penn       | 12–0   | George Washington Woodruff | PD               |
| 1894     | Princeton  | 8–2    |                            | HS               |
| 1894     | Yale       | 16–0   | William Rhodes             | BR, HAF, NCF, PD |

## College esordienti
- Texas A&M Aggies football
- Temple Owls football
- Ohio Bobcats football
- Buffalo Bulls football
- Arkansas Razorbacks football